# Département du Nouveau-Mexique
Le département du Nouveau-Mexique est un département de l'United States Army du milieu du XIXe siècle. Il est créé en tant que neuvième département, un département géographique, en 1848 à la suite de la fin favorable de la guerre américano-mexicaine, et est renommé du Nouveau-Mexique en 1853. Il doit affronter une force confédérée d'invasion pendant la campagne du Nouveau-Mexique de la guerre de Sécession de la mi-1861 jusqu'au début 1862, puis les tribus apaches pendant le reste du conflit. Il est fusionné avec le département de Californie après la fin de la guerre, devenant le district du Nouveau-Mexique (en).

## Histoire

### Formation
Le département du Nouveau-Mexique est créé à partir du neuvième département le 31 octobre 1853, administrant la défense des zones géographiques actuelles de l'Arizona et du Nouveau-Mexique. Lorsque la guerre de Sécession débute en avril 1861, le commandant du département, le colonel William W. Loring, démissionne le 11 juin pour rejoindre l'armée confédérée et est remplacé par le colonel Edward R. S. Canby du 10th Infantry Regiment (en). Canby reçoit l'ordre d'envoyer toute l'infanterie régulière au Kansas et lève deux régiments du Nouveau-Mexique pour les remplacer ; néanmoins, Canby est réticent, car il craint à la fois une invasion en provenance du Texas et il ne croit pas en la population locale, qu'il suspecte de déloyauté.

### Invasion confédérée
Les premiers confédérés à envahir le département le font en juillet 1861. Le lieutenant-colonel John Baylor, commandant un bataillon du 2nd Texas Mounted Rifles (en), entre dans le territoire le 23 juillet et le lendemain soir arrive aux portes du Fort Fillmore, près de la colonie de Mesilla. Il planifie de prendre le fort par surprise, mais deux déserteurs confédérés alertent le garnison de l'Union de ses plans ; à la place, le lendemain matin, Baylor entre dans Mesilla. Dans l'après-midi, le commandant de l'Union, le commandant Isaac Lynde tente de repousser les confédérés mais échoue ; pensant que sa position est sans espoir, Lynde essaie alors de se replier vers le nord vers le fort Stanton. Néanmoins, la colonne de l'Union perd rapidement sa cohésion pendant les heures chaudes de la journée, aussi lorsqu'elle atteint San Augustine Springs, Lynde rapporte que pas « plus de 100 hommes du bataillon de l'infanterie » ne peut résister efficacement. Lorsque Baylor arrive aux sources vers la mi-journée, Lynde rend son commandement sans combattre. Lynde sera renvoyé de l'armée en novembre pour sa reddition, qui a été perçue par le Nord comme inutile et lâche. En raison de la reddition de Lynde, plusieurs fort du sud-est du Nouveau-Mexique sont abandonnés, ce qui donne aux Apaches de la région une occasion de lancer des raids contre les colonies. Baylor émet une proclamation déclarant que la partie du Nouveau-Mexique au sud du 34e parallèle devient le territoire confédéré de l'Arizona, avec lui en tant que gouverneur.

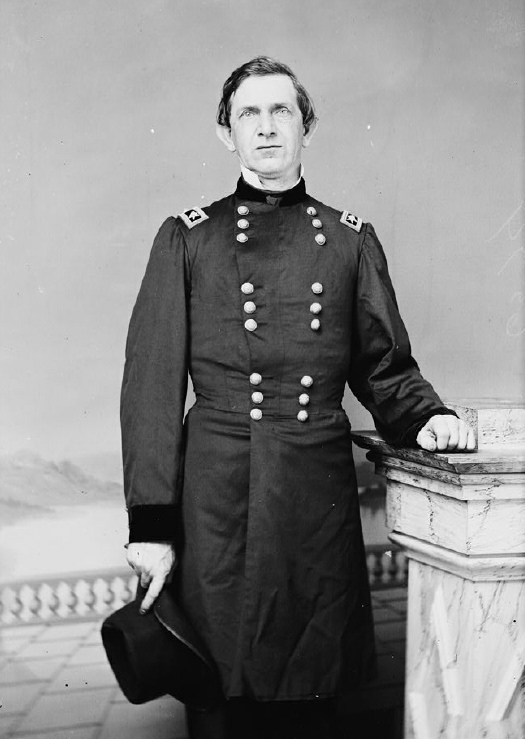
Colonel Edward R. S. Canby.

Aucun renfort confédéré n'arrive cette année-là, et le bataillon de Baylor est retenu en combattant les bandes Apaches dans le sud du Nouveau-Mexique. Canby passe le reste de l'année à essayer de lever cinq régiments d'infanterie, et écrit au gouverneur du Colorado, William Gilpin, pour lui demander des troupes de volontaires du Colorado pour aider à défendre le Nouveau-Mexique. Le général confédéré Henry H. Sibley lève une brigade de cavalerie du Texas au cours de l'été 1861 et l'emmène au Nouveau-Mexique à la fin janvier et au début de février 1862. Tentant d'envahir le Colorado pour capturer les mines d'or et d'argent localisées là, Sibley arrive aux portes de Fort Craig le 15 février. À ce moment, Canby a reçu seulement deux compagnies de volontaires du Colorado, sur les cinq régiments du Nouveau-Mexique qui doivent être recrutés, seuls deux ont dix compagnies formées à plein effectif. Après plusieurs jours d'escarmouche devant le fort, pendant lesquels Canbyr refuse de quitter ses fortifications, Sibley se déplace vers la rive est du Rio Grande et part vers le nord, tentant de couper les lignes de ravitaillement et de renforts de Canby vers Albuquerque. Néanmoins, Canby est capable d'intercepter les confédérés au gué de Val Verde, aboutissant à une bataille le 21 février. Alors que la force de l'Union est défaite, elle réussit à se retirer vers le fort Craig et refuse la demande de reddition de Sibley. Plutôt que d'essayer un assaut direct contre le fort, Sibley se dirige vers le nord vers le Colorado ; Canby envoie ses régiments de la milice devant Sibley pour contester sa progression, pendant qu'il reste dans le fort pour intercepter les renforts et le ravitaillement de Sibley.
Pendant ce temps, le 1st Colorado Infantry (en) commandé par le colonel John Potts Slough arrive au fort Union, au nord-est de Santa Fe, le 10 mars. Le commandant de l'armée régulière du fort est le colonel Gabriel Paul, qui a reçu des ordres de Canby de rester dans le fort, mais comme la commission de colonel de Slough prévaut de quelques semaines sur celle de Paul, Slough prend le commandant du fort et planifie immédiatement une offensive contre les forces confédérées, qui ont atteint à ce moment Albuqerque. Les détachements avancés des deux forces se percutent à Apache Canyon le 26 mars, le détachement de l'Union repoussant les confédérés vers l'extrémité ouest du canyon avant de reculer vers Pigeon's Ranch à l'extrémité orientale. Après une journée où les deux camps se reposent et reçoivent des renforts, le 28 mars, les confédérés entrent dans le canyon et attaquent la force de l'Union réunie commandée par Slough. Bien que les confédérés parviennent à repousser Slough sur plusieurs kilomètres, un plus petit détachement de l'Union parvient à se glisser derrière les confédérés et à détruire le train de wagons, qui contient la plupart de leur ravitaillement. Avec de la nourriture et des munitions en quantité limitée, Sibley n'a d'autre choix que de se replier vers le Texas.
Pendant ce temps, Canby décide que puisque sa force manque de ravitaillement et qu'il n'a pas reçu d'information concernant la réception de renfort, de partir vers le nord pour s'unir à la garnison du fort Union. Il arrive à Albuquerque le 8 avril, juste après l'arrivée des confédérés ; à la suite d'un bref duel d'artillerie, les confédérés abandonnent la ville pendant la nuit du 17 avril. Ayant maintenant la force du fort Union en complément de la sienne, Canby suit les confédérés vers la ville de Peralta le 14 avril où il livre une journée d'escarmouche qui occasionne peu de pertes et rien d'autre. Étant à court de ravitaillement et décidant que la capture de confédérés supplémentaire grèverait son ravitaillement, Canby part mettre le camp autour de fort Craig et attend le ravitaillement.
Pendant ce temps, un commandement d'unité de l'armée régulière et de volontaires de Californie est organisé à fort Yuma sur le fleuve Colorado afin de vaincre l'invasion confédérée. Le commandement, appelé colonne de Californie, est placé sous les ordres du colonel James H. Carleton et part vers l'est dans le Nouveau-Mexique en mars. Ils ont une escarmouche avec une compagnie confédérée à Stanwix Station le 30 mars, qui est considérée comme le combat le plus occidental de la guerre de Sécession. Continuant vers le Rio Grande, Carleton fait sa jonction avec la force de Canby le 29 juin ; il progresse alors sur cent soixante kilomètres (cent miles) dans le Texas.

### Restant de la guerre
Pour le restant de la guerre de Sécession, les forces de l'Union dans le département combattent les tribus amérindiennes. Canby est promu et transféré à un commandement sur le théâtre oriental, et Carleton, aussi promu brigadier général, est nommé au remplacement de Canby. Il réorganise les volontaires du Nouveau-Mexique en un régiment de cavalerie (en) commandé par Kit Carson. Pendant les trois années suivantes, Carleton lance de multiples campagnes contre les tribus locales, spécialement les Apaches et les Navajos ; les Navajos sont placés de force dans une réserve au printemps 1864, et les autres tribus sont obligées de couper court à leur pillages.

### Dissolution
Le 27 juillet 1865, la division militaire du Pacifique est créée sous les ordres du major général Henry W. Halleck, remplaçant le département du Pacifique, comprenant le département du Columbia qui correspond à l'État de l'Oregon, et les territoires de Washington et de l'Idaho et du département de Californie étendu qui correspond aux États de Californie et du Nevada dans le district du Nevada (en), le territoire du Nouveau-Mexique dans le district du Nouveau-Mexique (en) et le territoire de l'Arizona dans le district d'Arizona.

## Organisation

### Commandant
| Grade             | Nom                       | Début             | Fin             |
| ----------------- | ------------------------- | ----------------- | --------------- |
| Colonel           | Edwin Vose Sumner         | 1851              | 1853            |
| Colonel           | Benjamin Bonneville       | 1856              | 1857            |
| Colonel           | Benjamin Bonneville       | 1858              | 1859            |
| Colonel           | Thomas T. Fauntleroy (en) | 1859              | 22 janvier 1861 |
| Colonel           | William W. Loring         | 22 janvier 1861   | 16 juin 1861    |
| Colonel           | Edward R. S. Canby        | 16 juin 1861      | 22 juin 1862    |
| Brigadier général | James H. Carleton         | 18 septembre 1862 | 27 juin 1865    |

### Districts
Il y a dix districts dans le département à diverses périodes ; la plupart a été fusionné après l'invasion confédérée. La liste des districts comprend.
- District de Santa Fe, (1861-62)
- District méridional du Nouveau-Mexique, (1861-62)
- District oriental du Nouveau-Mexique, (1862)
- District central du Nouveau-Mexique, (1862)
- District de l'Arizona occidental, (1862-64)
- District d'Arizona, (1862-70)
- District de fort Craig, 1863-64

### Postes dans le département du Nouveau-Mexique
Ce qui suit est la liste des postes de l'armée des États-Unis et de l'armée de l'Union dans le département à diverses périodes pendant l'existence du département du Nouveau-Mexique
- Poste d'Albuquerque (1846–1867)
- Fort Marcy (en) (1846–1867)
- Poste de Taos (1847–1852, 1860–1861)
- Camp Tecolate (1850–1860)
- Fort Defiance (1851–1861)
  - Fort Canby (en), (1863–64)
- Fort Fillmore (1851–1862)
- Fort Webster (en) (1851–1852, 1852–1853)
- Fort Union (1851–1894)
- Fort Burgwin (en) (1852–1860)
- Camp Los Lunas (1852, 1859–1860, 1862)
- Fort Thorn (1853–1863)
- Fort Craig (1854–1885)
- Fort Stanton (1855–1896)
- Gila Depot (1857, 1863)
- Fort Riley, Kansas, (1859)
- Camp Loring (1858–1861)
- Camp at (Alexander) Hatch's Ranch (1859–1864)
- Post at Beck's Ranch (1859–1860)
- Camp Ojo Caliente (1859–1861)
- Fort Butler (1860)
- Camp Cogswell (1860)
- Fort Fauntleroy (1860–1861), Fort Lyon (1861–1862)
- Fort McLane (1860–1864)
- Poste à Abó Pass (en) (1861)
- Camp à Alamosa (1861)
- Mesilla Post (1861–1864) quartier général du district d'Arizona jusqu'en 1864.
- Camp Robledo (1861–1863)
- Fort Webster (1861)
- Fort Barrett (1862)
- Camp Connelly (1862)
- Poste à Cubero (1862)
- Las Cruces Post (1862)
- Camp Johnson (1862)
- Camp Lewis (1862)
- Camp à Pigeon's Ranch (1862)
- Poste de Paraje (1862)
- Dépôt/Station de Los Pinos, Camp at Peralta, ou camp Peralta (1862–1866)
- Post of Socorro (1862–1863)
- Fort Sumner (1862–1869)
- Fort Wingate, ou Fort El Gallo. (1862–1868)
- Camp Anton Chico (1863–1864)
- Fort Bascom (1863–1870)
- Camp à Cañon Largo (1863)
- Fort Cummings
- Poste à Franklin, Texas, (1863–64)
- Camp Canby (1863–1864), près de Ganado en Arizona
- Camp Magoffin (1854, 1863–1865), près d'Alto (en)
- Fort McRae (en) (1863–1876), près d' Elephant Butte
- Camp Mimbres (1863–1864), près de Dwyer (en)
- Camp Pinos Altos (1863–1864)
- Camp San Pedro (1863–1864)
- Fort West (1863–1864)
- Camp La Hoya (1864)
- Camp Valverde (1864)
- Fort Selden (1865–1877)